# Kabadak
Kabadak o Kapotaksha, "Ull del colom", és un riu de Bengala Occidental i Bangladesh; és un distributari del Matabhanga, del que se separa a Chandpur, al districte de Nadiya, des d'on discorre a l'oest i després al sud formant el límit entre Nadiya i 24 parganes d'un costat i el districte de Jessore de l'altra. A 24 parganes se li uneix el Marichhap Gang, i més tard se'n separa la branca Chandkhali que va cap al districte de Jessore. Entra a territori de Bangladesh en direcció a Dhaka i s'uneix al Kholpetua, i el riu unit agafa successivament el nom de Pangasi, Bara, Panga, Namgad, Samudra, i ja prop del la mar, Malancha; amb aquest nom desaigua a la badia de Bengala.